# Krucjata przeciwko waldensom
Krucjata przeciwko waldensom – kilkanaście wypraw wojsk królestwa Francji i księstwa Sabaudii w latach 1487–1489 w celu eliminacji grupy religijnej waldensów.

## Przyczyny
Waldensi byli jedyną niekatolicką grupą religijną, która od XII w. opierała się prześladowaniom i przetrwała w trudno dostępnych regionach Alp na pograniczu Francji i Sabaudii. Nawet Inkwizycja nie mogła ich skutecznie prześladować w odizolowanych dolinach górskich, gdzie waldensi skutecznie bronili się i korzystali z animozji politycznych i wzajemnych roszczeń terytorialnych władców Francji i Sabaudii.
Po przeniesieniu siedziby papieży do Awinionu, problem waldensów nabrał nowego znaczenia. Papieże nie chcieli tolerować „niebezpiecznej sekty” w pobliżu swojej siedziby i zaczęli wywierać naciski w celu eliminacji waldensów.

## Historia

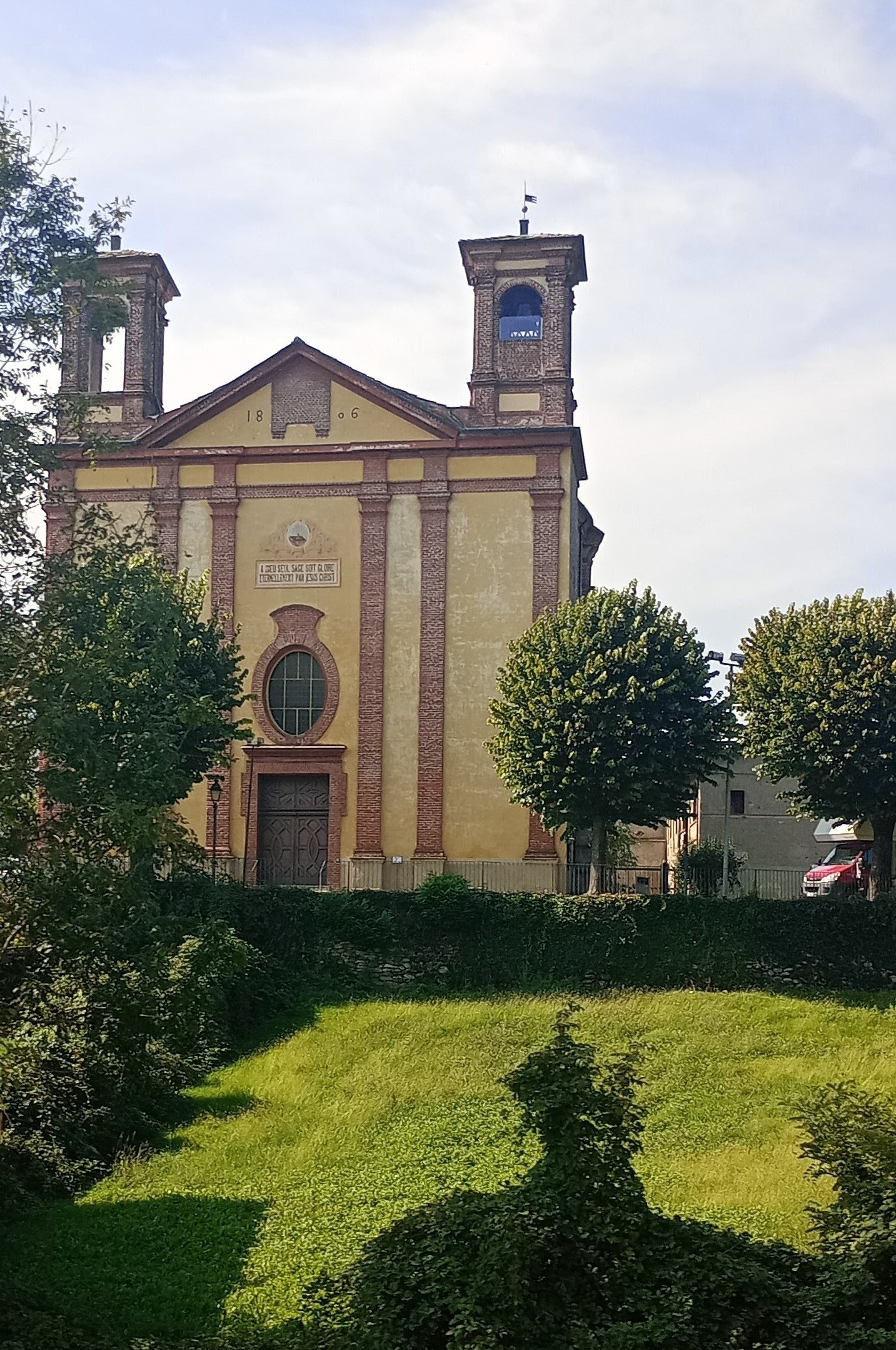
Kościół waldensów obecnie używany przez waldensów w wiosce Luserna w gminie wiejskiej Luserna San Giovannin w Piemoncie

Papież Benedykt XII, jeszcze jako biskup Pamiers w Langwedocji, prowadził wiele procesów przeciwko waldensom. Po zamieszkaniu w Awinionie zaczął domagać się od biskupa Embrun i od księcia Delfinatu Humberta II skutecznych działań. Od drugiej połowy XIV w. do końca XV w. Inkwizycja nasiliła wobec waldensów procesy, aresztowania, konfiskaty mienia i palenie skazanych na stosach. Te prześladowania były przerywane, kiedy uwagę papieży przyciągały inne, ważniejsze problemy, np. powstanie husytów w Czechach lub interwencje króla Francji Ludwika XI w 1457, który obawiał się, że działania Inkwizycji wyludnią Delfinat.
Gdy okazało się, że same działania Inkwizycji były nieskuteczne, król Francji Karol VIII w 1487 ogłosił krucjatę przeciwko waldensom. Wojska królewskie nie mogły jednak skutecznie działać przeciwko partyzantce waldensów w górskim terenie. Walki koncentrowały się w dolinie Angrogne i nie przynosiły rezultatu. Bitwa w Prali koło Perrero zakończyła się zwycięstwem waldensów. Wówczas gubernator Sabaudii, pod naciskiem króla Francji i papieża Innocentego VIII, rozpoczął systematyczną pacyfikację osad waldensów. Tym działaniom towarzyszyło wyjątkowe okrucieństwo; przykładem tego była masakra waldensów (w tym wielu dzieci), którzy schronili się w grocie La Balme-Chapelue.
Krucjata zakończyła się w 1489 bez osiągnięcia celu: chociaż wielu waldensów zginęło i zniszczono wiele ich osad, to jednak większość z nich uciekła, a po zakończeniu krucjaty powrócili i rozpoczęli ożywioną działalność misjonarską, korzystając z drukarni, które publikowały ich pisma religijne. Ponadto prześladowania waldensów zwróciły uwagę innych innowierców na ich los, a po pojawieniu się państw protestanckich, zaczęli oni otrzymywać od tych państw pomoc finansową i organizacyjną. Marcin Luter wykorzystywał doświadczenie duchownych waldensów, wysyłając ich na misje do Szwajcarii i państw niemieckich.